# Propágulo

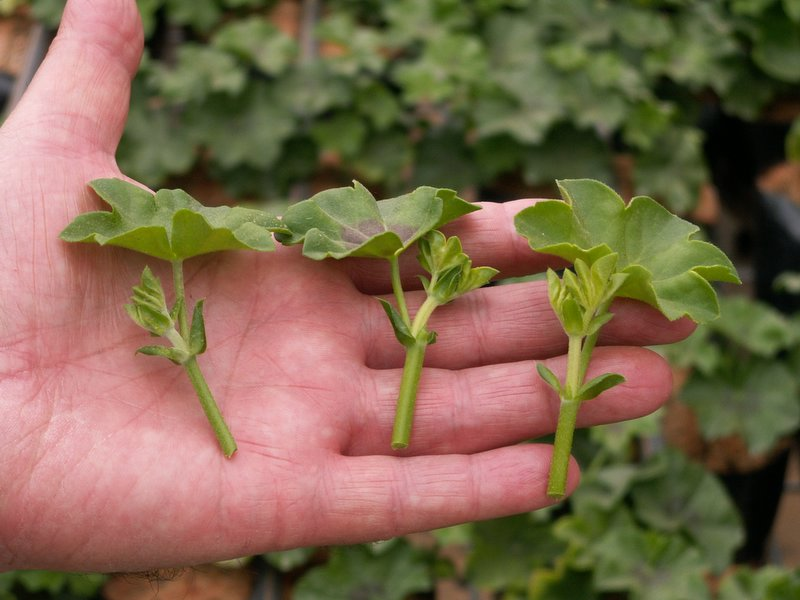
Esquejes de Pelargonium de hoja de hiedra

Propágulo (del latín propagulum) en biología es un tipo de germen, parte o estructura de un organismo (planta, hongo o bacteria), producido sexual o asexualmente, capaz de desarrollarse de manera separada para dar lugar a un nuevo organismo idéntico al que lo formó. Es decir, es cualquier estructura de reproducción y propagación biológica.
Los propágulos pueden ser multicelulares como las yemas, bulbos, tubérculos, semillas, o unicelulares como las esporas, entre otros.
En el reino vegetal junto a las semillas (reproducción sexual), encontramos los propágulos que son la base de la reproducción asexual o propagación vegetativa, por la que se obtienen nuevas plantas y órganos individualizados. Los tejidos de la porción separada deben recuperar la condición de meristemos para producir todo el conjunto de órganos de la planta.
Como formas más importantes de propágulos vegetativos tenemos a:
- Los estolones: ramas que, tras crecer mucho, llegan a tocar el suelo y enraízan engendrando una nueva planta. Esto ocurre en el fresal y muchas gramíneas.
- Los rizomas: tallos subterráneos que crecen alargados horizontalmente. Al cercenarse, originan nuevas plantas. Son típicas en los lirios.
- Los tubérculos: porciones más o menos esféricas de tallos subterráneos, ricos en material nutritivo. En su superficie se desarrollan las yemas (ojos) capaces de dar origen a una nueva planta. Ejemplos son la patata y la chufa.
- Los bulbos: tallos cortos y cónicos con una gran yema terminal rodeada por numerosas hojas que almacenan sustancias de reserva. En las axilas de estas hojas se forman los bulbos de renuevo. Estos bulbos se desprenden para dar lugar a una nueva planta. Ejemplos son la cebolla y el tulipán.